# Venus (TMNT)
För andra betydelser, se Venus (olika betydelser).
Venus eller Venus de Milo är en fiktiv karaktär i berättelserna om Teenage Mutant Ninja Turtles. Hon är en muterad sköldpadda och medverkade bara i TV-serien Ninja Turtles: The Next Mutation, som inte var tecknad och som visades i Fox Kids 1997–1998. Venus är den enda av sköldpaddorna som är döpt efter ett konstverk istället för efter en konstnär. 
Förutom i TV-serien har hon medverkat i flera målarböcker, samt en serieadaption av Unchain my heart samt originalberättelser som Shells of steel och Double dragon.

## Image Comics
I serierna publicerade av  Image Comics fick Gary Carlson bara några få regler för vad som kunde hända, en av dem var "inga kvinnliga sköldpaddor". Dock parodieras figuren i nummer 12, när Lurch förvandlar sig till en kvinnlig sköldpadda som liknar Venus. Some issues were advertised with the slogan "No girl turtle guaranteed".

## Cameos
- I 50:e avsnittet av Robot Chicken (S3E10 Moesha Poppins) gör Venus ett väldigt kort gästspel. Det avslöjas att efter att hon sparkades ut ur sköldpaddsgänget, försökte hon spola ner sig själv i toaletten och drunkna.
- Tillsammans med de andra sköldpaddorna medverkade hon i två avsnitt av Power Rangers n Space, "Save Our Ship" och "Shell Shocked".